# WT.Social
WT.Social（WT: Social・WikiTribune Social）は、2019年10月にジミー・ウェールズが開設したソーシャル・ネットワーク・サービスである。登録開始直後の2019年11月現在で、およそ20万人のユーザー登録が確認されている。2023年には後継バージョンのベータ版が開始され、ブランド名は「トラストカフェ」としている。

## 概要
ジミー・ウェールズが、ウィキトリビューンの後継としてFacebookやTwitterに多数存在するフェイクニュースに対して、それに対抗するために設立したニュースサイトである。WT: Socialにおいて、ユーザーは誤解を招くと考えられるリンクに対してフラグを立てることが可能であり、そのニュースの信頼性を高めることが可能である。
継承元のウェブサイトであるウィキトリビューンとは異なり、クラウドファンディングを行っておらず、メンバーによる支援などによって運営費を賄っている。

## ソフトウェア
2019年10月のローンチ時点では、Mastodonなどの自由ソフトウェアを使用せず、プロプライエタリなソフトウェアで動作している。しかし、2019年11月21日にジミー・ウェールズはTwitter上で、ソースコードを自由なライセンスの下で公開する予定であると発言した。